# Kapusznyíka
A kapusznyíka vagy kapusznyík (szlovákul kapusníka) szlovák eredetű étel, amely Magyarországon főleg a szlovák kisebbség és azok leszármazottai körében mai napig népszerű.

## Elkészítése
A lágy kelt tésztában borsozott sült káposzta van. Szokták káposztás lepénynek is hívni. Alakja félkör vagy nyújtott, a kerek vagy kissé ovális tésztát készítéskor ugyanis összehajtják, ezzel bezárva a tésztába a tölteléket. A régi parasztházakban jellemzően megtalálható volt a kemence, ahol az izzó faparázs mellé helyezték el tepsikben az előkészített kapusznyíkákat. A faparázs különleges aromát adott a tésztának. Házi készítésekor villával szúrták ki, hogy ne fúvódjon fel, emiatt a kapusznyíka tetején jellemzőek voltak a pöttyök.
A kapusznyík vendégváró ételként is szolgált, a diós- és mákosrétes mellett.
A kapusznyíkához mind külsőre, mind tésztájában nagyon hasonlító finn étel a lihapiirakka, melynek tölteléke enyhén borsos fűszerezett húsos rizs. Akárcsak az orosz pirozsok/pirozski, melynek tölteléke rengetegféle (húsos, halas, zöldséges, burgonyás, gombás, keménytojásos-snidlinges, édesség gyanánt lekváros, mézes stb.).